# Kleine Roth (Roth, Eckersmühlen)
Die Kleine Roth ist ein, mit seinem linken Quellbach, etwa 11,8 km langer, nordöstlicher und orographisch rechter Zufluss der Roth im mittelfränkischen Landkreis Roth in Bayern. Sie durchfließt den Rothsee und ist ein Fließgewässer 1. und 3. Ordnung.

## Geographie

### Verlauf

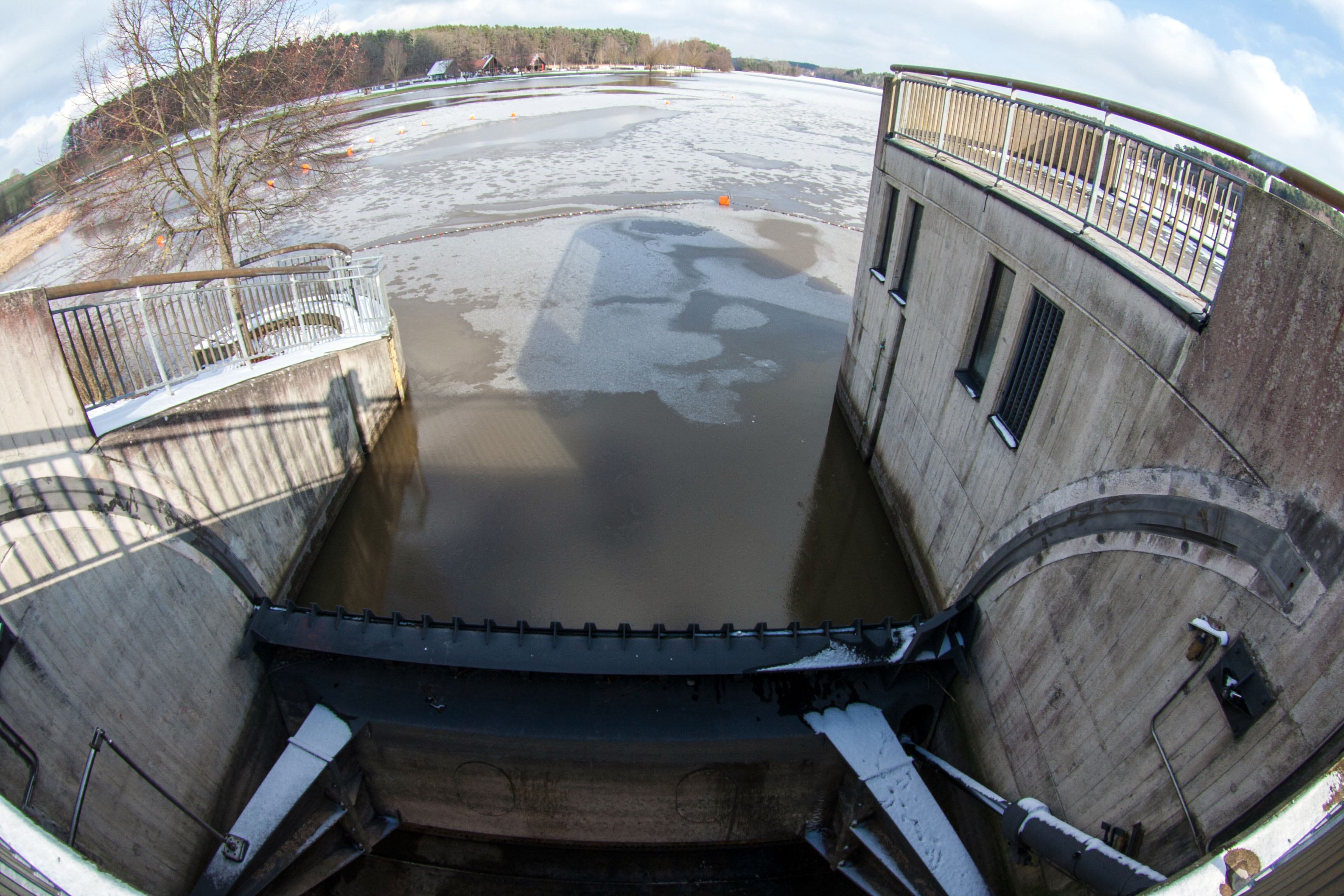
Ausleitbauwerk der Rothsee-Vorsperre mit Strandhaus Birkach am Nordufer

Die Kleine Roth entspringt und verläuft im Mittelfränkischen Becken. Sie hat zwei namenlose Quellbäche, die im Süden des Westlichen Pyrbaumer Forstes entspringen:
- Der östliche und linke Quellbach (⊙), der knapp eineinhalb Kilometer[5] lang ist und auf manchen Karten bereits den Namen Kleine Roth trägt, entspringt knapp 600 m ostsüdöstlich des Allersberger Gemeindeteils Eppersdorf im Forst Sauerloh auf einer Höhe von 425 m ü. NHN. Dieser durchfließt Eppersdorf und nimmt etwa 500 m unterhalb davon als Vorfluter von rechts die gereinigten Abwässer einer Kläranlage auf.
- Der nördliche und rechte Quellbach (⊙), der selbst zwei Quellarme aufweist und von deren Vereinigung rund 350 m[5] lang ist, kommt von Norden aus dem auch in Dorfnähe befindlichen Forst Harrhofschlag.

Der Zusammenfluss (ca. 394 m) beider Quellbäche liegt etwa 200 m westsüdwestlich der Kläranlage bei einer auf 395,3 m Höhe gelegenen Fahrwegbrücke. Von dort an führt die Kleine Roth (endgültig) ihren Namen.
Etwa 350 m unterhalb dieses Zusammenflusses speist die Kleine Roth sechs fischwirtschaftlich genutzte Weiher mit einer Fläche von knapp 1,5 Hektar. Nach weiteren 600 m erreicht sie den Nordrand des Kernorts der Marktgemeinde Allersberg, in dem sie von links her zuerst den Langweidgraben und dann den Küselgraben aufnimmt. Am Ortsausgang kommen noch die Abwässer der Allersberger Kläranlage und einige nur temporär wasserführende Wiesenbäche hinzu.
Unter der Bundesautobahn 9 und der Schnellfahrstrecke Nürnberg–Ingolstadt hindurch fließt sie 1,5 km unterhalb von Allersberg in die in den 1980er Jahren angelegte und auch Kleiner Rothsee genannte Vorsperre des Rothsees ein; diese ist als Naturschutzgebiet Stauwurzel des Rothsees ausgewiesen. In der Vorsperre vermischt sich die Kleine Roth mit dem 150 m weiter südöstlich von Ostsüdosten zufließenden Schönbrunner Bach. In der Vorsperre fließt der Kleinen Roth dann von links noch der Schwarzengraben zu. Es folgen talwärts zunächst der Vorsperrendamm mit zwischen Birkach und Kronmühle gelegener Straßen- und Fußwegbrücke.
Unterhalb des 15 m hohen Ausleitbauwerks der Rothsee-Vorsperre, das zu den Rothsee-Kraftwerken gehört, durchfließt die Kleine Roth die Hauptsperre. Sowohl in der Vorsperre als auch in der Hauptsperre besteht Zufluss von etwa einem Dutzend namenloser, teils nur temporär wasserführender Wiesengräben; der Südwestbereich der Vorsperre und die Großteile der Hauptsperre werden intensiv touristisch und zur Naherholung genutzt.
Unterhalb der Hauptsperre unterquert die Kleine Roth, je nach Erfordernis, wahlweise entweder in einem über 500 m langen Düker den Main-Donau-Kanal oder wird diesem ganz oder teilweise zugeleitet. Anschließend folgt sie, inzwischen auf 353 m Höhe verlaufend, ab dem Rother Gemeindeteil Haimpfarrich wieder ihrem natürlichen, selbst eingekerbten Verlauf und gilt dort als Gewässer der 1. Ordnung. Dort speist sie zwischen Altwassern mehrere Fischweiher.
Die Kleine Roth mündet 1,4 km unterhalb des Main-Donau-Kanals nahe dem Rother Gemeindeteil Eckersmühlen mit zwei getrennten Armen auf etwa 351 m Höhe etwas westlich der Leonhardsmühle von rechts in den dort etwa von Süden kommenden Rednitz-Zufluss Roth.

### Einzugsgebiet und Zuflüsse
Das Einzugsgebiet der Kleinen Roth ist 38,52 km² groß. Zu ihren Zuflüssen gehören mit orographischer Zuordnung (l = linksseitig, r = rechtsseitig; Letztere gibt es nur als namenlose Zuflüsse) und Mündungsort (flussabwärts betrachtet):
- Langweidgraben (l; in Allersberg)
- Kieselgraben (l; in Allersberg)
- Schönbrunner Bach (l; in die Rothsee-Vorsperre – nahe Einfluss der Kleinen Roth)

## Hydrologie

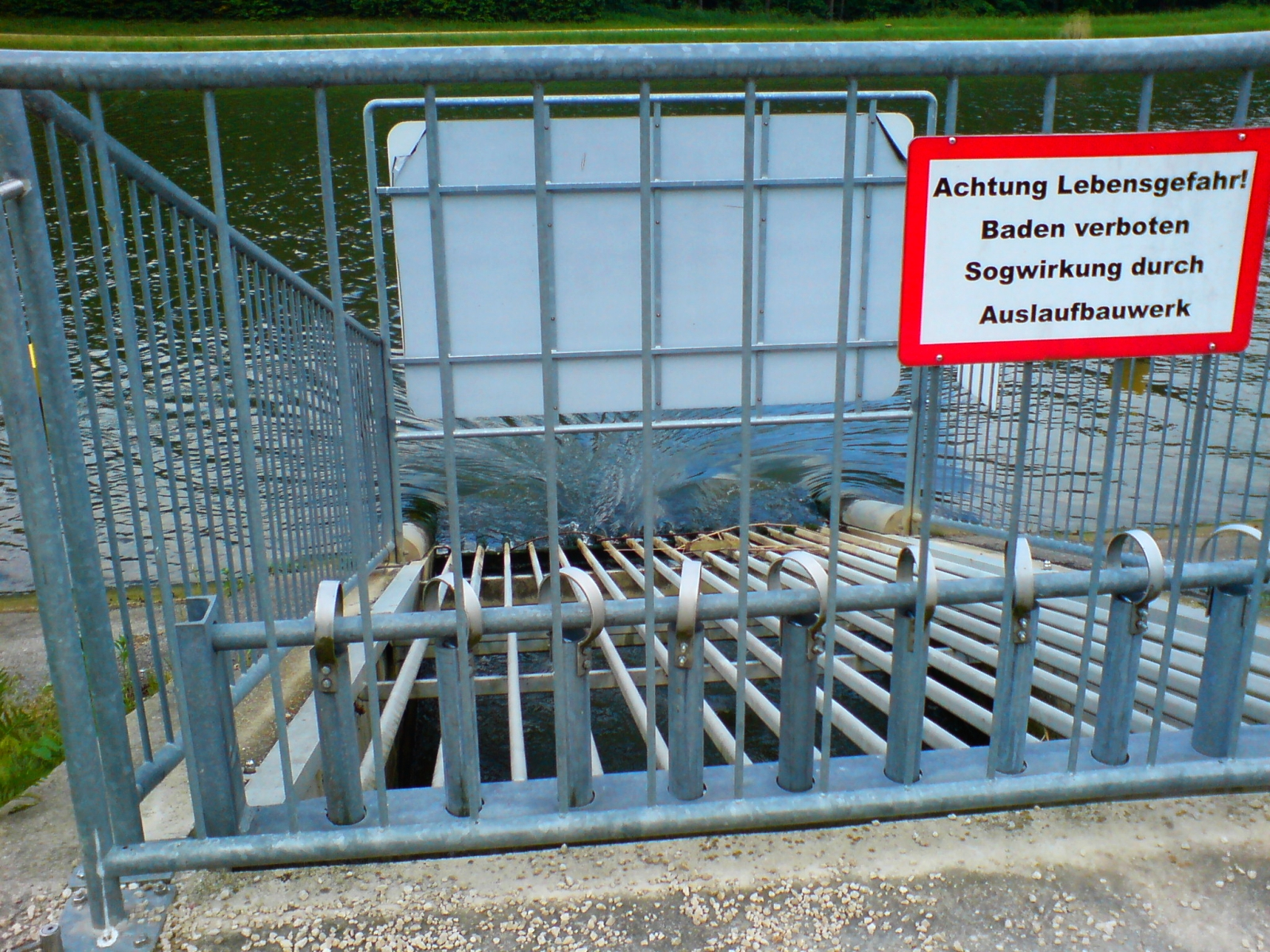
Ausleitbauwerk am Main-Donau-Kanal bei Neuses

Die mittlere Schüttung der Kleinen Roth beträgt an ihrem Ausfluss aus dem Rothsee, nach den Verdunstungs-Abschlägen und dem Hinzukommen von Niederschlägen, etwa 10 Millionen Kubikmeter jährlich. Der Abfluss kann über das Tosbecken des Schleusenvorhafens der Schleuse Eckersmühlen theoretisch auch kurzzeitig auf etwa 15 m³/s angehoben werden – zum Beispiel bei Extremwetterlagen oder Eisstoß-Gefahr, was aber bisher noch nicht erforderlich war.
Das Wasser der Kleinen Roth kann, seit 1992 bei Bedarf künstlich gesteuert, an den Main-Donau-Kanal abgegeben und seit 2008 durch den Kanal auch bei Neuses in den Rednitz-Zufluss Schwarzach geleitet werden. Dies ermöglicht sowohl die temporäre Hochwasserentlastung der Roth und Rednitz als auch eine Niedrigwasseraufhöhung von Kanal und Schwarzach.

## Natur und Umwelt

### Gewässergüte
Die Gewässergüten der Kleinen Roth und ihrer Zuflüsse ändern sich in ihrem Verlauf gebietsweise mehrfach von kritisch belastet zu mäßig belastet hin und umgekehrt. Dem Gewässersystem der Regnitz fließt sie entweder über die Roth oder über die Schwarzach stets als mäßig belastet zu.

### Schutzgebiete
Großteile des Verlaufs der Kleinen Roth befinden sich im Landschaftsschutzgebiet Schutz des Landschaftsraumes im Gebiet des Landkreises Roth – Südliches Mittelfränkisches Becken östlich der Schwäbischen Rezat und der Rednitz mit Vorland der Mittleren Frankenalb (LSG Ost) (CDDA-Nr. 395936; 1989 ausgewiesen; 253,4833 km² groß; LSG-00428.01.); lediglich Bachabschnitte in Eppersdorf, Allersberg und Haimpfarrich liegen außerhalb dieses Schutzgebiets. Außerdem liegen kurze quellnahe Abschnitte des linken Quellbachs und die Quellarme des rechten Quellbachs im oder am Rand des Vogelschutzgebiets Nürnberger Reichswald (CDDA-Nr. 6533-471; 381,9161 km²). Des Weiteren durchläuft der Bach das Naturschutzgebiet Stauwurzel des Rothsees (CDDA-Nr. 165657; 1996; 45,19 ha), das im Bereich der Rothsee-Vorsperre mit dem dieser vorgelagerten Eulenhofweiher liegt; es besteht ein ganzjähriges Betretungsverbot. Im nordwestlichen Stauseebereich und an den dortigen Ufern befindet sich zudem das Naturschutzgebiet Nordwestufer der Rothsee-Hauptsperre (CDDA-Nr. 318868; 1995; 47,24 ha).